# Echinopepon disjunctus
Echinopepon disjunctus là một loài thực vật có hoa trong họ Cucurbitaceae. Loài này được Pozner mô tả khoa học đầu tiên năm 2004.